# Riyadhella
Riyadhella es un género de foraminífero bentónico de la familia Prolixoplectidae, de la superfamilia Verneuilinoidea, del suborden Verneuilinina y del orden Lituolida. Su especie tipo es Riyadhella regularis. Su rango cronoestratigráfico abarca desde el Bajociense hasta el Calloviense (Jurásico medio).

## Discusión
Clasificaciones previas incluían Riyadhella en el suborden Textulariina del orden Textulariida, o en el orden Lituolida sin diferenciar el suborden Verneuilinina.

## Clasificación
Riyadhella incluye a las siguientes especies:
- Riyadhella crespinae †
- Riyadhella elongata †
- Riyadhella inflata †
- Riyadhella persanensis †
- Riyadhella praeregularis †
- Riyadhella redmondi †
- Riyadhella regularis †
- Riyadhella rotundata †
- Riyadhella shapkinensis †
- Riyadhella sibirica †
- Riyadhella tertia †